# Buffalo Soapstone (Alaska)
Buffalo Soapstone es un lugar designado por el censo situado en el borough de Matanuska-Susitna en el estado estadounidense de Alaska. Según el censo de 2010 tenía una población de 855 habitantes.

## Demografía
Según el censo de 2010, Buffalo Soapstone tenía una población en la que el 84,1% eran blancos, 1,6% afroamericanos, 3,3% amerindios, 0,5% asiáticos, 0,2% isleños del Pacífico, el 0,4% de otras razas, y el 9,9% pertenecían a dos o más razas. Del total de la población el 3,2% eran hispanos o latinos de cualquier raza.

## Localidades adyacentes
El siguiente diagrama muestra a las localidades más próximas a Buffalo Soapstone.